# Esclavo barbudo
El Esclavo barbudo es una escultura de mármol (h 263 #cm) de Miguel Ángel, que data de los años 1525-1530 aproximadamente y que se conserva en la Galería de la Academia de Florencia. Forma parte de la serie de las Prisiones «no finalizadas» realizadas para la tumba de Julio II.

## Historia
Parece que hasta del primer proyecto para la tumba de Julio II (1505) en el registro inferior del mausoleo, estaban previstas una serie de «Prisiones», es decir, una serie de estatuas de tamaño mayor al natural de personas encadenadas en diversas poses como prisioneros, precisamente, para adosarse a los pilares que encuadraban los nichos y sostenidos por Hermas. Apareados así a los lados de cada nicho (en los cuales estaba prevista una Victoria alada) debían ser inicialmente dieciséis o veinte, pero fueron poco a poco reduciéndose en los proyectos que se sucedieron, a doce (segundo proyecto, en 1513), ocho (tercer proyecto, 1516) y finalmente quizás solo cuatro (quizás del cuarto o del quinto proyecto, en 1526 y 1532), para luego ser definitivamente eliminados en el proyecto definitivo de 1542.

## Descripción y estilo
El Esclavo barbudo es la más finalizada de las prisiones florentinas y debe su nombre a su espesa barba rizada. El torso musculoso en torsión denota un profundo estudio anatómico, típico de las mejores obras de Miguel Ángel; las piernas, ligeramente plegadas y separadas, se encuentran soportadas por una correa, y en cuanto a los brazos, el derecho está diseñado para sujetar la cabeza que se encuentra reclinada y el segundo, con la mano pendiente de esculpir, parece que debería sujetar la correa.
Toda la superficie se muestra vibrante por el rastro de los diversos cinceles y formones usados en el trabajo. A lo largo de sus lados se puede apreciar una fractura que ha sido reparada y de la que no se conoce la causa.
Verdaderamente, el estado no finalizado se encuentra en el origen de la extraordinaria energía (ya notada por Bocchi en 1591), que toma la figura en un tipo de acto primordial al liberarse de la cárcel de la piedra bruta, una épica lucha contra el caos. El significado iconológico de las figuras estaba ligado probablemente al motivo de los Cautivos en el arte romano. De hecho, Vasari los identificó como las personificaciones de las provincias controladas por Julio II; para el Condivi, en cambio, habrían simbolizado las Artes que cayeron «prisioneras» después de la muerte del pontífice. Se han propuesto otras lecturas de carácter filosófico-simbólico o ligadas a la vida personal de la artista y sus «tormentos»